# West End Brook
Der West End Brook ist ein Wasserlauf in Hampshire, England. Er entsteht als Abfluss des Kiln Pond, der seinerseits von mehreren unbenannten Zuflüssen gespeist wird, westlich von Mortimer West End und fließt in östlicher Richtung. Für ein kurzes Stück vor seiner Mündung in den Foudry Brook bildet er die Grenze zwischen Hampshire und Berkshire.